# Elephantulus brachyrhynchus
La musaraña elefante de hocico corto (Elephantulus brachyrhynchus) es una especie de  mamífero placentario del  orden Macroscelidea. Su hábitat natural es la sabana. Se encuentra en Angola, Botsuana, República Democrática del Congo, Kenia, Malaui, Mozambique, Namibia, Sudáfrica, Sudán del Sur, Tanzania, Uganda, Zambia y Zimbabue.

## Reproducción
El periodo de gestación de la musaraña elefante de hocico corto dura entre 57 y 65 días, y tienen 2 crías en cada camada. Suelen pesar alrededor de 10 g al nacer y alcanzan la madurez sexual a los 50 días de vida. La reproducción ocurre a lo largo de todo el año, aunque disminuyan durante los períodos más fríos. Las hembras pueden tener entre 5 y 6 camadas por año, con un promedio de 8 crías por año.